# 顺阳乡
顺阳乡，是中华人民共和国福建省南平市建瓯市下辖的一个乡镇级行政单位。

## 行政区划
顺阳乡下辖以下地区：
东兴社区、溪东村、吴林村、石呈村、江墩村、际下村和后房村。